# Patrick Rokohl

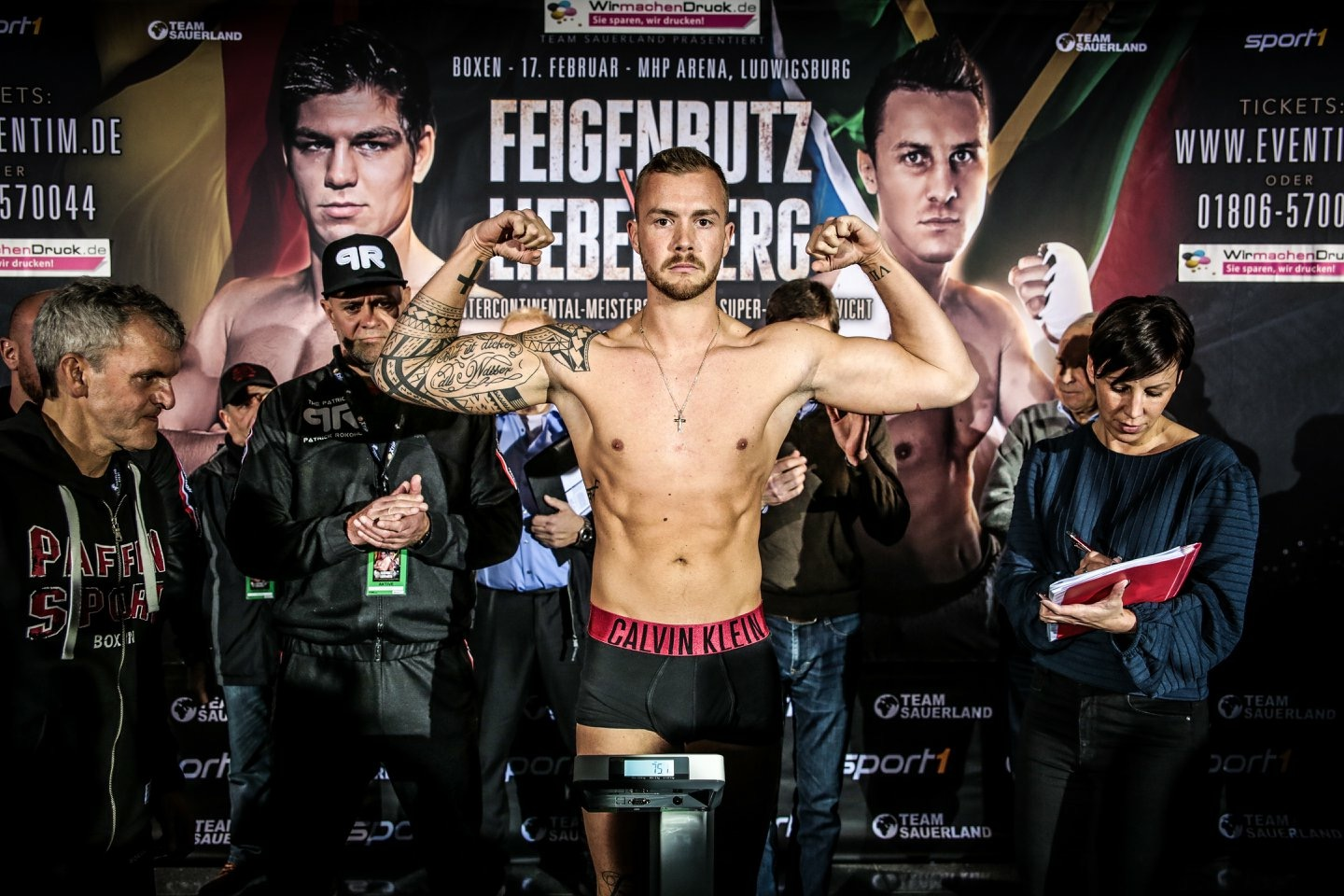
Patrick Rokohl (2018)

Patrick Rokohl (* 6. April 1988 in Wolfenbüttel) ist ein deutscher Profi-Boxer. Im Jahr 2018 wurde er WBO-Europameister im Supermittelgewicht und GBU Weltmeister im Halbschwergewicht.

## Leben
Mit 12 Jahren meldete seine Mutter ihn und seinen Bruder Mike erstmals beim Boxen an. Rokohl hat einen Realschulabschluss und eine abgeschlossene Ausbildung zum Industriemechaniker. Sein Profidebüt im Boxen hat er am 20. Dezember 2015 in Dorsten gegeben.
Seine Vereine waren Box Club Tigers Salzgitter, BAC Wolfenbüttel und Box Club 72 Braunschweig. In den Jahren 2017 und 2018 wurde er zum Sportler des Jahres in Braunschweig gewählt.
Rokohl boxt als Linksausleger und misst 1,86 m. Sein Kampfname lautet „The Patriot“. 2016 war er Deutscher Meister des Bundes Deutscher Berufsboxer (BDB). Rokohl boxt derzeit im Supermittelgewicht und weist eine Bilanz von 23-4-0 und eine K.O.- Quote von 62,69 % auf (Stand Juni 2023).
Für das im September 2020 ausgestrahlte TV-Format "Das große Sat.1 Promiboxen" trainierte Rokohl die Braunschweiger Ex-GNTM Kandidatin Gisele Oppermann, die aus ihrem Kampf als Siegerin hervorging.
Im März 2021 eröffnete Rokohl ein Box-Boutique Studio namens THE BOX GYM in Wendeburg.
Gemeinsam mit weiteren namhaften Boxern ist Rokohl einer der Charaktere im neuen Videospiel Undisputed. Er ist der einzige deutsche Boxer in dem Spiel.
Darüber hinaus gibt Patrick Rokohl Kurse für therapeutisches Boxen gegen Parkinson mit Mirko Lorenz.
| Profikampf | Datum              | Gegner                 | Veranstaltungsort                     | Ergebnis                                                   |
| ---------- | ------------------ | ---------------------- | ------------------------------------- | ---------------------------------------------------------- |
| 1          | 20. Dezember 2015  | Gjenis Tolaj           | Bodrum Eventcenter, Herten            | Sieg in der ersten Runde durch K.O.                        |
| 2          | 13. Februar 2016   | Gordan Zoric           | Sports Performance, Frankfurt         | Sieg in der dritten Runde durch T.K.O.                     |
| 3          | 12. März 2016      | Mustafa Metin          | Hildesheim                            | Sieg in der ersten Runde durch T. K.O.                     |
| 4          | 10. April 2016     | Mihaita Cosma          | Hildesheim                            | Sieg in der vierten Runde durch T.K.O.                     |
| 5          | 21. Mai 2016       | Aleksandar Jankovic    | Eissporthalle, Dorsten                | Sieg in der achten Runde durch T.K.O.                      |
| 6          | 30. Juli 2016      | George Aduashvili      | Sporthalle, Alsterdorf                | Sieg in der dritten Runde durch T.K.O.                     |
| 7          | 25. November 2016  | Toni Camin             | Lindenhalle, Wolfenbüttel             | Sieg nach einstimmiger Entscheidung durch die Punktrichter |
| 8          | 4. Februar 2017    | Slavisa Simeunovic     | Maritim Hotel, Magdeburg              | Sieg in der nach der dritten Runde durch R.T.D.            |
| 9          | 4. März 2017       | Michael Klempert       | Kreissporthalle, Korbach              | Sieg in der zweiten Runde durch T.K.O.                     |
| 10         | 27. Mai 2017       | Teemu Tuominen         | Lindenhalle, Wolfenbüttel             | Sieg in der dritten Runde durch K.O.                       |
| 11         | 21. Oktober 2017   | Dino Sabanovic         | Dorsten                               | Sieg in der nach der dritten Runde durch R.T.D.            |
| 12         | 18. November 2017  | Mindia Nozadze         | Volksbank Arena, Hildesheim           | Sieg in der zweiten Runde durch T.K.O.                     |
| 13         | 2. Dezember 2017   | Janos Lakatos          | Glaspalast, Dessau                    | Sieg in der zweiten Runde durch K.O.                       |
| 14         | 17. Februar 2018   | Mika Joensuu           | Arena, Ludwigsburg                    | Sieg nach einstimmiger Entscheidung durch die Punktrichter |
| 15         | 2. Juni 2018       | Giorgi Beroshvili      | Swiss-Life-Hall, Hannover             | Sieg nach einstimmiger Entscheidung durch die Punktrichter |
| 16         | 6. Oktober 2018    | Mathias Eklund         | Alte Waage, Braunschweig              | Sieg nach Mehrheitsentscheidung durch die Punktrichter     |
| 17         | 5. April 2019      | Zac Dunn               | The Melbourne Pavilion, Flemington    | Niederlage in der zweiten Runde durch T. K.O.              |
| 18         | 25. Mai 2019       | Branislav Dosenovic    | Salzgitter                            | Sieg in der zweiten Runde durch T.K.O.                     |
| 19         | 12. Oktober 2019   | Bosko Misic            | Halle Westand, Braunschweig           | Sieg nach Mehrheitsentscheidung durch die Punktrichter     |
| 20         | 1. November 2019   | Mirza Ganic            | Boxmühle, Gifhorn                     | Sieg in der zweiten Runde durch T.K.O.                     |
| 21         | 30. November 2019  | Ivan Sakic             | Glaspalast, Dessau                    | Sieg nach der dritten Runde durch R.T.D.                   |
| 22         | 29. August 2020    | Christian Dulz         | Eisstadion, Braunlage                 | Sieg in der zweiten Runde durch T.K.O.                     |
| 23         | 23. Oktober 2021   | Aleksandar Kuvac       | Stadthalle, Northeim                  | Sieg nach einstimmiger Entscheidung durch die Punktrichter |
| 24         | 26. März 2022      | Ihosvany Rafael Garcia | Arena Bedzin, ul. Sportowa 20, Bedzin | Niederlage durch T.K.O.                                    |
| 25         | 03. September 2022 | Filipe Da Silva        | Berufsschule, Schonebeck              | Niederlage durch K.O.                                      |
| 26         | 29. Oktober 2022   | Lars Burry             | Kreissporthalle, Korbach              | Sieg durch T.K.O.                                          |
| 27         | 25. März 2023      | Simon Zachenhuber      | Grand Elysée, Rotherbaum              | Niederlage durch T.K.O.                                    |